# Olympische Sommerspiele 2016/Radsport – Straßenrennen (Männer)
Das Straßenrennen der Männer bei den Olympischen Spielen 2016 in Rio de Janeiro fand am 6. August 2016 statt.
In der letzten Runde des Rennens bildete sich eine Spitzengruppe mit Vincenzo Nibali, Sergio Henao und dem Polen Rafał Majka. Auf der gefährlichen Abfahrt stürzten Nibali und Henao. Majka fuhr alleine weiter und wurde 1,5 Kilometer vor dem Ziel durch seine Verfolger Greg Van Avermaet und Jakob Fuglsang eingeholt. Olympiasieger wurde der Belgier Greg Van Avermaet, der im Schlusssprint gegen Jakob Fuglsang aus Dänemark als Erster das Ziel passierte. Bronze gewann der Pole Rafał Majka.

## Streckenverlauf
Die Distanz des Straßenrennens der Männer betrug 241,5 Kilometer. Der Start befand sich am Forte de Copacabana. Weiter erstreckte sich der Kurs in Richtung Westen durch die Stadtteile Ipanema, Barra, und die Küstenstraße Reserva Maripendi. Nach 24,8 Kilometern galt es den Pontal / Grumari Kurs vier Mal zu durch runden (99,2 km), ehe der Streckenverlauf wieder auf der gleichen Küstenstraße in Richtung Osten zurückführte. Hier musste der Vista-Chinesa-Kurs im Stadtteil Gávea drei Mal durchfahren werden. Danach führte das Rennen wieder zurück zum Forte de Copacabana, wo sich das Ziel befand.
Wie bei allen Rennen wurde das Rennen zur Sicherheit von der Polizei begleitet, dies übernahm die Federal Highway Police (PRF).
|  |  |  |

## Ergebnisse
| Rang                 | Athlet                      | Nation                       | Zeit        |
| -------------------- | --------------------------- | ---------------------------- | ----------- |
| 1                    | Greg Van Avermaet           | Belgien                      | 6:10:05 h   |
| 2                    | Jakob Fuglsang              | Dänemark                     | 6:10:05 h   |
| 3                    | Rafał Majka                 | Polen                        | +0:05 min   |
| 4                    | Julian Alaphilippe          | Frankreich                   | +0:22 min   |
| 5                    | Joaquim Rodríguez           | Spanien                      | +0:22 min   |
| 6                    | Fabio Aru                   | Italien                      | +0:22 min   |
| 7                    | Louis Meintjes              | Südafrika                    | +0:22 min   |
| 8                    | Andrei Seiz                 | Kasachstan                   | +0:25 min   |
| 9                    | Tanel Kangert               | Estland                      | + 1:47 min  |
| 10                   | Rui Costa                   | Portugal                     | + 2:29 min  |
| 11                   | Geraint Thomas              | Großbritannien               | + 2:29 min  |
| 12                   | Chris Froome                | Großbritannien               | + 2:58 min  |
| 13                   | Daniel Martin               | Irland                       | + 2:58 min  |
| 14                   | Emanuel Buchmann            | Deutschland                  | + 2:58 min  |
| 15                   | Adam Yates                  | Großbritannien               | + 3:03 min  |
| 16                   | Brent Bookwalter            | Vereinigte Staaten           | + 3:31 min  |
| 17                   | Bauke Mollema               | Niederlande                  | + 3:31 min  |
| 18                   | Kristijan Đurasek           | Kroatien                     | + 3:31 min  |
| 19                   | Sébastien Reichenbach       | Schweiz                      | + 3:31 min  |
| 20                   | Fränk Schleck               | Luxemburg                    | + 3:31 min  |
| 21                   | Esteban Chaves              | Kolumbien                    | + 3:34 min  |
| 22                   | Serge Pauwels               | Belgien                      | + 6:12 min  |
| 23                   | Alexis Vuillermoz           | Frankreich                   | + 6:12 min  |
| 24                   | Romain Bardet               | Frankreich                   | + 6:12 min  |
| 25                   | Simon Clarke                | Australien                   | + 6:12 min  |
| 26                   | Primož Roglič               | Slowenien                    | + 9:38 min  |
| 27                   | Yukiya Arashiro             | Japan                        | + 9:38 min  |
| 28                   | Daryl Impey                 | Südafrika                    | + 9:38 min  |
| 29                   | Nicolas Roche               | Irland                       | + 9:38 min  |
| 30                   | Alejandro Valverde          | Spanien                      | + 9:38 min  |
| 31                   | Sergei Tschernezki          | Russland                     | + 9:38 min  |
| 32                   | Christopher Juul-Jensen     | Dänemark                     | + 9:38 min  |
| 33                   | George Bennett              | Neuseeland                   | + 11:49 min |
| 34                   | Fabian Cancellara           | Schweiz                      | + 11:49 min |
| 35                   | Ramūnas Navardauskas        | Litauen                      | + 12:18 min |
| 36                   | André Cardoso               | Portugal                     | + 12:18 min |
| 37                   | Eduardo Sepúlveda           | Argentinien                  | + 12:18 min |
| 38                   | Pawel Kotschetkow           | Russland                     | + 12:18 min |
| 39                   | Steven Kruijswijk           | Niederlande                  | + 12:18 min |
| 40                   | Damiano Caruso              | Italien                      | + 12:18 min |
| 41                   | Andrij Hrywko               | Ukraine                      | + 13:18 min |
| 42                   | Philippe Gilbert            | Belgien                      | + 13:18 min |
| 43                   | Daniel Teklehaimanot        | Eritrea                      | + 19:20 min |
| 44                   | Georg Preidler              | Österreich                   | + 19:37 min |
| 45                   | Patrik Tybor                | Slowakei                     | + 20:00 min |
| 46                   | Aleksejs Saramotins         | Lettland                     | + 20:00 min |
| 47                   | Anass Aït El Abdia          | Marokko                      | + 20:00 min |
| 48                   | Lars Petter Nordhaug        | Norwegen                     | + 20:00 min |
| 49                   | Kanstanzin Siuzou           | Belarus                      | + 20:00 min |
| 50                   | Vegard Stake Laengen        | Norwegen                     | + 20:00 min |
| 51                   | Ioannis Tamouridis          | Griechenland                 | + 20:00 min |
| 52                   | Jan Polanc                  | Slowenien                    | + 20:00 min |
| 53                   | José Mendes                 | Portugal                     | + 20:00 min |
| 54                   | Andrey Amador               | Costa Rica                   | + 20:00 min |
| 55                   | Michael Woods               | Kanada                       | + 20:00 min |
| 56                   | Michał Gołaś                | Polen                        | + 20:00 min |
| 57                   | Simon Špilak                | Slowenien                    | + 20:00 min |
| 58                   | Petr Vakoč                  | Tschechien                   | + 20:00 min |
| 59                   | Toms Skujiņš                | Lettland                     | + 20:00 min |
| 60                   | Chris Anker Sørensen        | Dänemark                     | + 20:00 min |
| 61                   | Baqtijar Qoschatajew        | Kasachstan                   | + 20:00 min |
| 62                   | Michał Kwiatkowski          | Polen                        | + 20:00 min |
| 63                   | Alessandro De Marchi        | Italien                      | + 20:05 min |
| Nicht in der Wertung |                             |                              |             |
| –                    | Murilo Fischer              | Brasilien                    | + 31:47 min |
| –                    | Ignatas Konovalovas         | Litauen                      | + 31:47 min |
| –                    | Jonathan Castroviejo        | Spanien                      | DNF         |
| –                    | Imanol Erviti               | Spanien                      | DNF         |
| –                    | Ion Izagirre                | Spanien                      | DNF         |
| –                    | Sergio Henao                | Kolumbien                    | DNF         |
| –                    | Miguel Ángel López          | Kolumbien                    | DNF         |
| –                    | Jarlinson Pantano           | Kolumbien                    | DNF         |
| –                    | Rigoberto Urán              | Kolumbien                    | DNF         |
| –                    | Warren Barguil              | Frankreich                   | DNF         |
| –                    | Steve Cummings              | Großbritannien               | DNF         |
| –                    | Ian Stannard                | Großbritannien               | DNF         |
| –                    | Rohan Dennis                | Australien                   | DNF         |
| –                    | Scott Bowden                | Australien                   | DNF         |
| –                    | Richie Porte                | Australien                   | DNF         |
| –                    | Laurens De Plus             | Belgien                      | DNF         |
| –                    | Tim Wellens                 | Belgien                      | DNF         |
| –                    | Tom Dumoulin                | Niederlande                  | DNF         |
| –                    | Wout Poels                  | Niederlande                  | DNF         |
| –                    | Vincenzo Nibali             | Italien                      | DNF         |
| –                    | Diego Rosa                  | Italien                      | DNF         |
| –                    | Michael Albasini            | Schweiz                      | DNF         |
| –                    | Steve Morabito              | Schweiz                      | DNF         |
| –                    | Simon Geschke               | Deutschland                  | DNF         |
| –                    | Maximilian Levy             | Deutschland                  | DNF         |
| –                    | Tony Martin                 | Deutschland                  | DNF         |
| –                    | Edvald Boasson Hagen        | Norwegen                     | DNF         |
| –                    | Sven Erik Bystrøm           | Norwegen                     | DNF         |
| –                    | Maciej Bodnar               | Polen                        | DNF         |
| –                    | Jan Bárta                   | Tschechien                   | DNF         |
| –                    | Leopold König               | Tschechien                   | DNF         |
| –                    | Zdeněk Štybar               | Tschechien                   | DNF         |
| –                    | Denys Kostjuk               | Ukraine                      | DNF         |
| –                    | Andrij Chripta              | Ukraine                      | DNF         |
| –                    | Matej Mohorič               | Slowenien                    | DNF         |
| –                    | Ghader Mizbani              | Iran                         | DNF         |
| –                    | Arvin Moazzemi              | Iran                         | DNF         |
| –                    | Mirsamad Pourseyedi         | Iran                         | DNF         |
| –                    | Nélson Oliveira             | Portugal                     | DNF         |
| –                    | Abderrahmane Mansouri       | Algerien                     | DNF         |
| –                    | Youcef Reguigui             | Algerien                     | DNF         |
| –                    | Stefan Denifl               | Österreich                   | DNF         |
| –                    | Soufiane Haddi              | Marokko                      | DNF         |
| –                    | Mouhssine Lahsaïn           | Marokko                      | DNF         |
| –                    | Taylor Phinney              | Vereinigte Staaten           | DNF         |
| –                    | Rein Taaramäe               | Estland                      | DNF         |
| –                    | Zac Williams                | Neuseeland                   | DNF         |
| –                    | Antoine Duchesne            | Kanada                       | DNF         |
| –                    | Hugo Houle                  | Kanada                       | DNF         |
| –                    | Wassil Kiryjenka            | Belarus                      | DNF         |
| –                    | Kohei Uchima                | Japan                        | DNF         |
| –                    | Kim Ok-cheol                | Südkorea                     | DNF         |
| –                    | Seo Joon-yong               | Südkorea                     | DNF         |
| –                    | Jonathan Monsalve           | Venezuela                    | DNF         |
| –                    | Miguel Ubeto                | Venezuela                    | DNF         |
| –                    | Matija Kvasina              | Kroatien                     | DNF         |
| –                    | Daniel Díaz                 | Argentinien                  | DNF         |
| –                    | Maximiliano Richeze         | Argentinien                  | DNF         |
| –                    | Cheung King-lok             | Hongkong                     | DNF         |
| –                    | José Luis Rodríguez Aguilar | Chile                        | DNF         |
| –                    | Adrien Niyonshuti           | Ruanda                       | DNF         |
| –                    | Maksym Averin               | Aserbaidschan                | DNF         |
| –                    | Serghei Țvetcov             | Rumänien                     | DNF         |
| –                    | Luis Lemus                  | Mexiko                       | DNF         |
| –                    | Onur Balkan                 | Türkei                       | DNF         |
| –                    | Ahmet Örken                 | Türkei                       | DNF         |
| –                    | Kleber Ramos                | Brasilien                    | DNF         |
| –                    | Ali Nouisri                 | Tunesien                     | DNF         |
| –                    | Stefan Christow             | Bulgarien                    | DNF         |
| –                    | Manuel Rodas                | Guatemala                    | DNF         |
| –                    | Byron Guamá                 | Ecuador                      | DNF         |
| –                    | Ivan Stević                 | Serbien                      | DNF         |
| –                    | Tsgabu Grmay                | Äthiopien                    | DNF         |
| –                    | Diego Milán                 | Dominikanische Republik      | DNF         |
| –                    | Dan Craven                  | Namibia                      | DNF         |
| –                    | Óscar Soliz                 | Bolivien                     | DNF         |
| –                    | Qëndrim Guri                | Kosovo                       | DNF         |
| –                    | Brian Babilonia             | Puerto Rico                  | DNF         |
| –                    | Yousef Mirza Bani Hammad    | Vereinigte Arabische Emirate | DNF         |
| –                    | Ariya Phounsavath           | Laos                         | DNF         |
| –                    | Alexei Kurbatow             | Russland                     | DNF         |